# Tostado
Tostado – miasto w Argentynie w prowincji Santa Fe.
W 2010 roku miasto liczyło 14,5 tys. mieszkańców.